# Menzonio

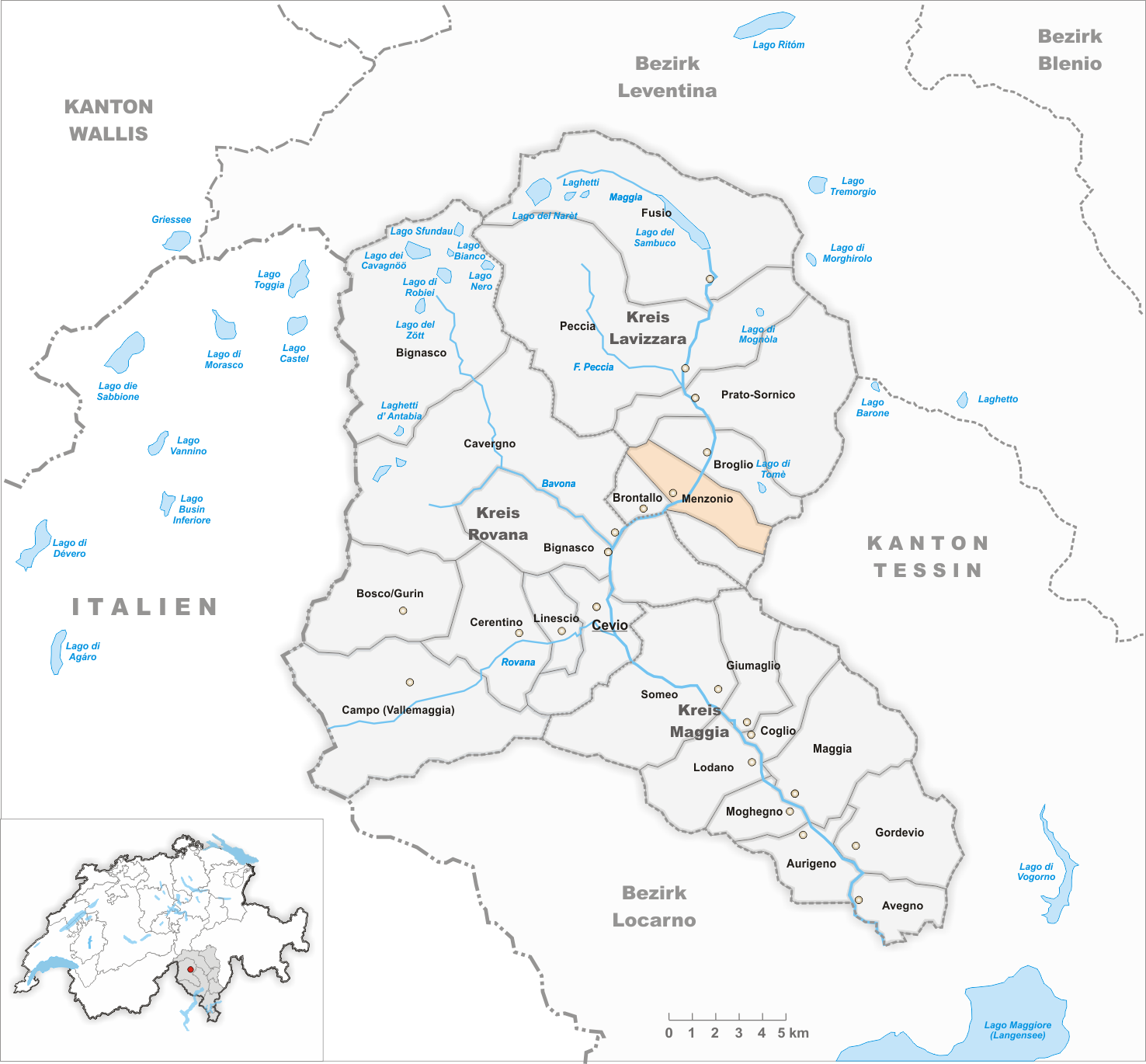
Gemeindestand vor der Fusion am 4. April 2004

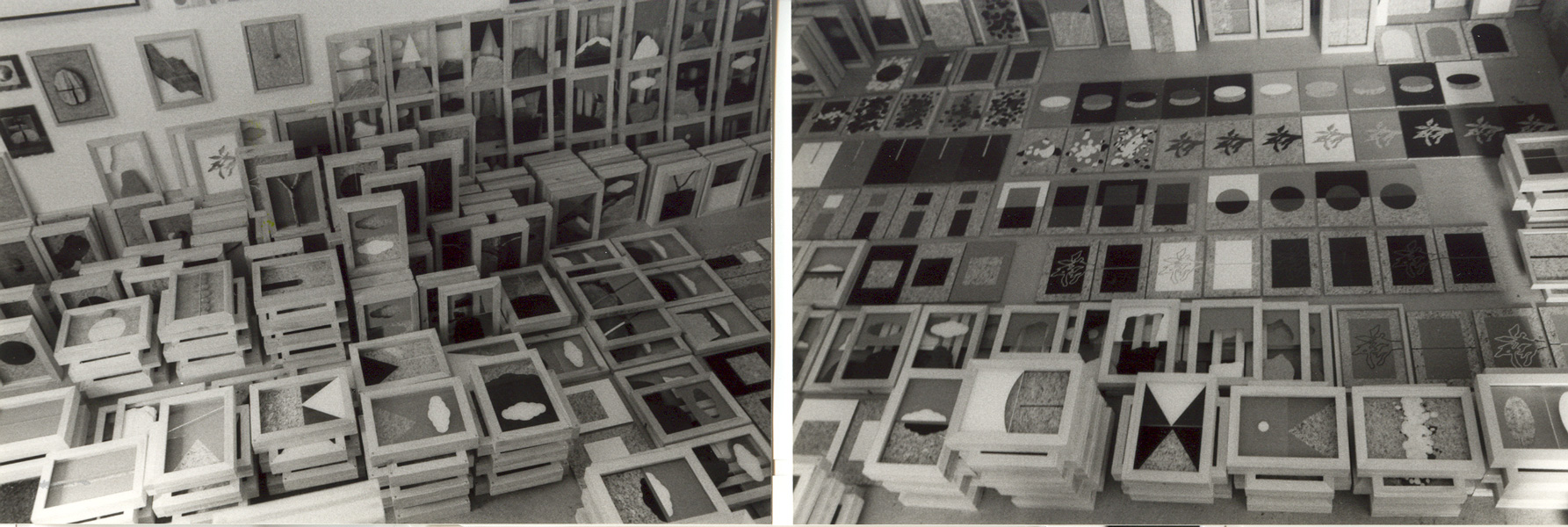
Atelier Gianfredo Camesi

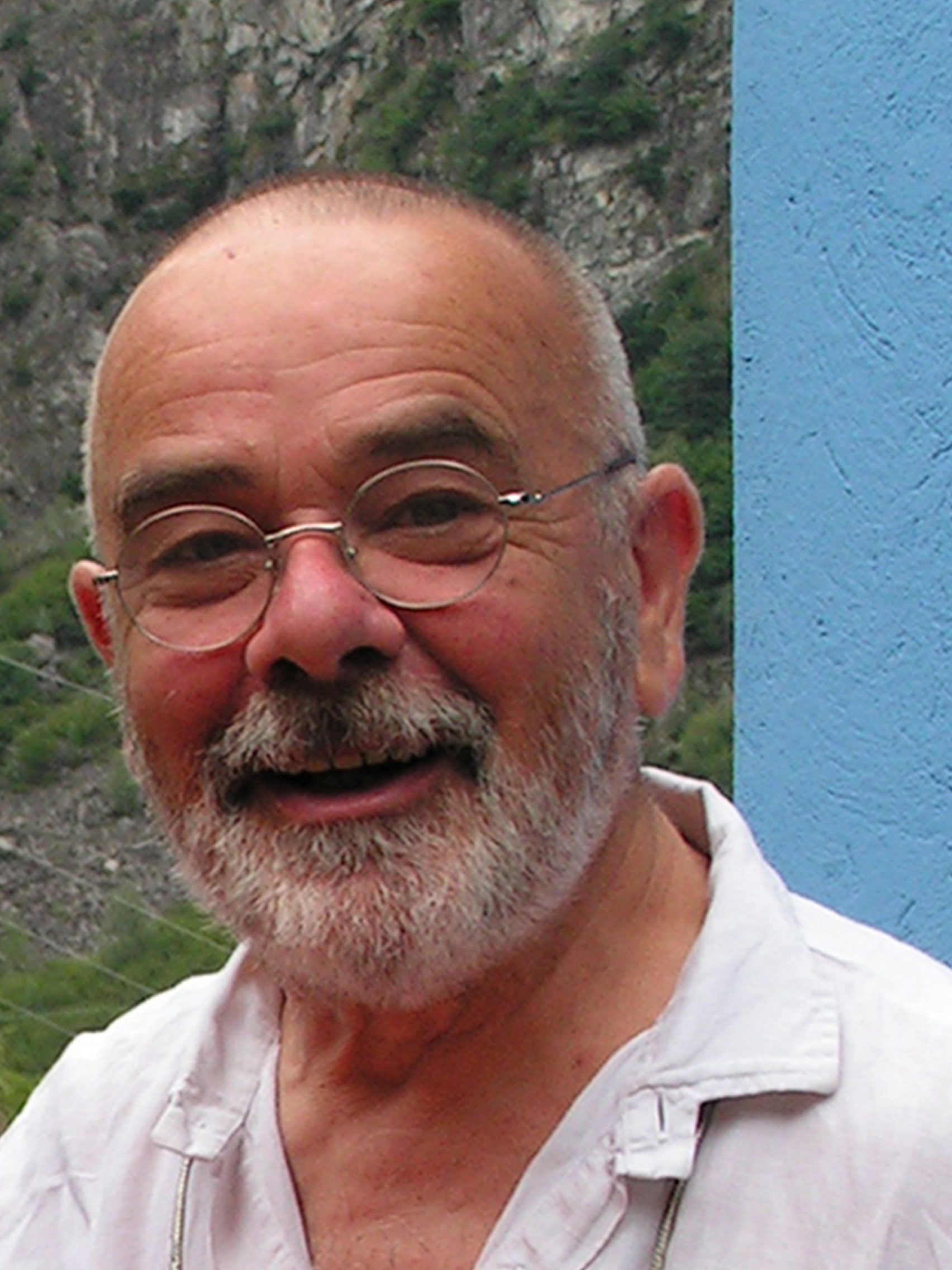
Gianfredo Camesi (2005)

Menzonio ist eine Fraktion der politischen Gemeinde Lavizzara im Schweizer Kanton Tessin.

## Geographie
Das Dorf liegt auf einer Höhe von 725 m.ü. M. auf einer mit Kastanienbäumen bestandenen Terrasse und 33 Kilometer nordwestlich von Locarno. Aufgrund der Lage überblickt man einen grossen Teil des Lavizzaratals. Das Dorf war eines von mehreren Verarbeitungszentren für Speckstein aus den Steinbrüchen des Val Lavizzara und Val Bavona. Auch das gebräuchliche Wort Lavezstein hat einen Zusammenhang mit dem Val Lavizzara.

## Geschichte
Eine erste Erwähnung findet das Dorf im Jahre 1364 unter dem damaligen Namen Menzone; später Manzonio 1400, Menzoia 1589, Mentono 1591, Menzoii 1596. Im Mittelalter bildete sich eine vicinia mit Brontallo. Unter der eidgenössischen Herrschaft ernannte es einen der Richter, die dem Vogt in der Justizverwaltung zur Seite standen, und sandte drei Vertreter in den Rat des Lavizzaratals.
Rund 100 Höhenmeter über dem Dorf liegen der ehemalig ganzjährig bewohnte und nur zu Fuss erreichbare Weiler Piantèd sowie die Häusergruppe Mónda. Piantèd wird seit 1993 von der Genossenschaft Pianta Monda Menzonio als Ökodorf und Kooperative betrieben und renoviert.
Die bis dahin selbständige politische Gemeinde Menzonio wurde am 4. April 2004 mit den früheren Gemeinden Broglio, Brontallo, Fusio, Peccia und Prato-Sornico zur Gemeinde Lavizzara fusioniert. Menzonio bildet aber nach wie vor eine eigenständige Bürgergemeinde.

## Bevölkerung
Einwohnerzahlen: Volkszählungsdaten
Die Einwohnerzahl erreichte im 17. Jahrhundert ihren Höchststand und nahm dann schrittweise ab, vor allem wegen der Auswanderung nach Italien (u. a. Stallknechte in Rom), später nach Kalifornien und schliesslich wegen der Abwanderung in die städtischen Zentren.

## Sehenswürdigkeiten
- Pfarrkirche Santi Giacomo und Filippo[8][9]
- Oratorium Vergine Assunta (1675), im Innenraum das Bild Alchimia della visione-Archeologia del pensiero (1984/1986) des Malers Gianfredo Camesi[8]

## Persönlichkeiten
- Gianfredo Camesi (* 24. März 1940 in Cevio), Schweizer Maler und Bildhauer.